# Branko Žnideršič
Branko (Branimir) Žnideršič, slovenski gradbeni inženir, * 22. januar 1911, Matenja vas, † 29. september 1999, Ljubljana.

## Življenje in delo
Realko je obiskoval v Ljubljani (1921-28), kjer je od 1929 tudi študiral gradbeništvo na Tehniški fakulteti in 1936 diplomiral ter 1944  doktoriral z disertacijo Izoblikovanje cestnih krivin. Do septembra 1937 je bil inženir pripravnik na oddelku za ceste na banski upravi v Ljubljani, nato je bil imenovan za asistenta na inštitutu za ceste in železnice na Tehniški fakulteti (kasneje poimenovana FAGG), 1946 za docenta na oddelku za gradbeništvo in geodezijo, 1952 za izrednega in 1959 za rednega profesorja za predmet ceste. V letih 1958/59 in 1965-69 je bil dekan FAGG, 1965-67 pa zastopnik fakultete v univerzitetnem svetu. Bil je soustanovitelj (1960) in prvi predstojnik Prometnotehniškega inštituta Fakultete za gradbeništvo in geodezijo (1961-79). Leta 1950 je za priročnika o praktični in enostavni metodi za trasiranje komunikacij prejel Prešernovo nagrado, 1971 postal častni član Zveze inženirjev in tehnikov Jugoslavije in ob upokojitvi 1981 zaslužni profesor Univerze v Ljubljani.
Težišče njegovega raziskovalnega dela so bile prehodne krivine za ceste in železniške proge. Projektiral je ceste v Sloveniji in Bosni in Hercegovini. Je avtor ali soavtor številnih strokovnih člankov, razprav in knjig s področja gradbeništva.